# Lost Frequencies/Auszeichnungen für Musikverkäufe

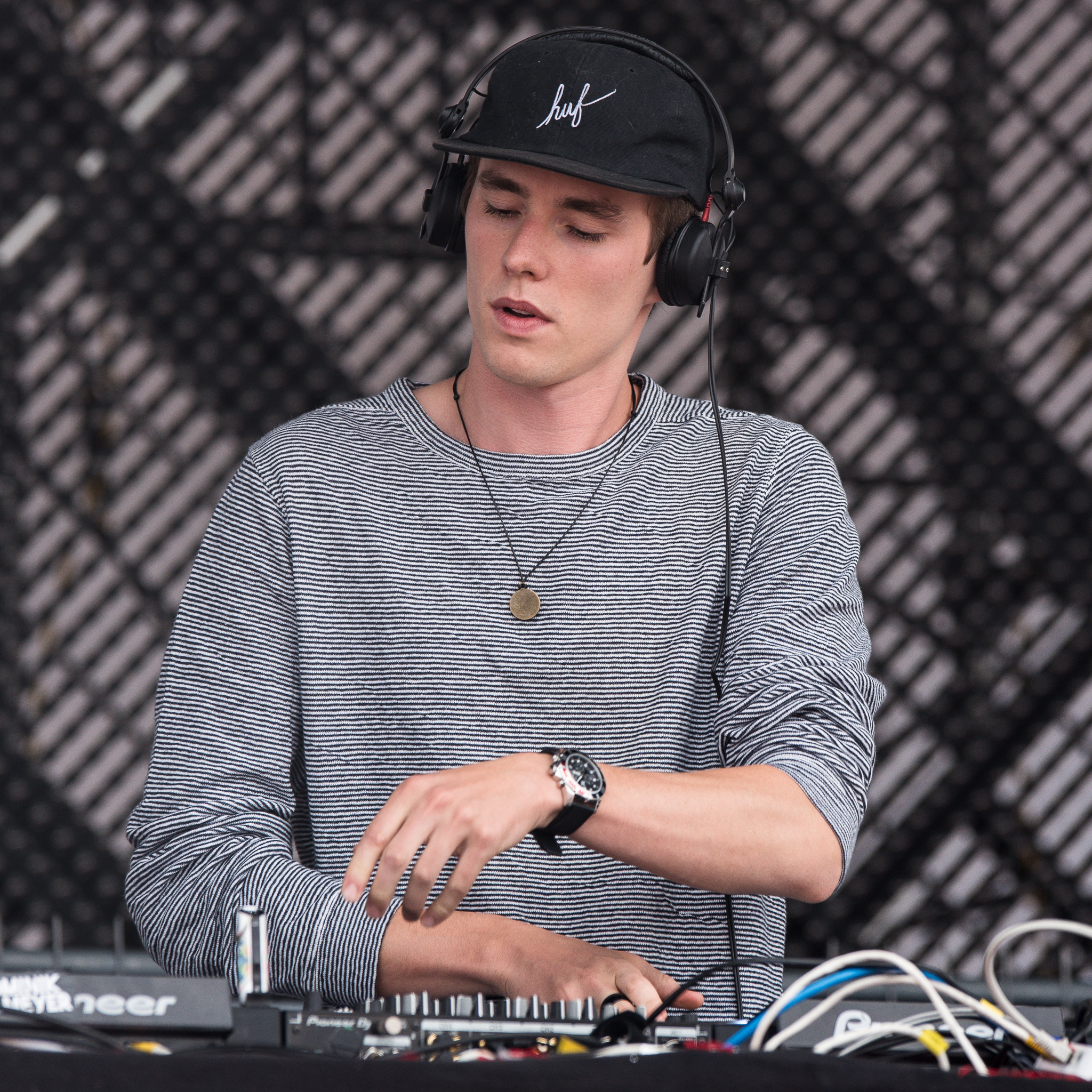
Lost Frequencies (2016)

Dies ist eine Übersicht über die Auszeichnungen für Musikverkäufe des belgischen DJs und Produzenten Lost Frequencies. Die Auszeichnungen finden sich nach ihrer Art (Gold, Platin usw.), nach Staaten getrennt in chronologischer Reihenfolge, geordnet sowie nach den Tonträgern selbst, ebenfalls in chronologischer Reihenfolge, getrennt nach Medium (Alben, Singles usw.), wieder.

## Auszeichnungen
| - Vereinigtes Königreich - 2020: für die Single Reality - 2025: für die Single Black Friday (Pretty Like the Sun) - Australien - 2016: für die Single Reality - Belgien - 2024: für die Single In My Bones - Brasilien - 2023: für die Single Beautiful Life - Dänemark - 2024: für das Album Less Is More - Deutschland - 2017: für die Single What Is Love 2016 - 2021: für die Single Melody - 2023: für die Single Beautiful Life - 2023: für die Single Love to Go - 2025: für die Single The Feeling - 2025: für die Single Back to You - Frankreich - 2019: für die Single Like I Love You - 2023: für die Single Beautiful Life - 2023: für das Album Less Is More - 2024: für die Single Back to You - 2024: für die Single The Feeling - 2025: für die Single Black Friday (Pretty Like the Sun) - Griechenland - 2025: für die Single Black Friday (Pretty Like the Sun) - Italien - 2023: für die Single Rise - 2024: für das Album Less Is More - Kanada - 2019: für die Single Crazy - 2023: für das Album All Stand Together - Mexiko - 2023: für die Single Where Are You Now - Niederlande - 2017: für die Single Here with You - 2018: für die Single Crazy - Österreich - 2023: für die Single Rise - Polen - 2024: für die Single Head Down - 2024: für die Single Dive - Schweiz - 2024: für die Single Questions - Spanien - 2024: für die Single Crazy - 2025: für die Single Black Friday (Pretty Like the Sun) - Ungarn - 2023: für die Single Questions - 2025: für die Single Head Down - Vereinigte Staaten - 2022: für die Single Where Are You Now - Belgien - 2017: für die Single All or Nothing - 2018: für die Single Melody - 2019: für die Single Like I Love You - 2020: für die Single Love to Go - 2020: für die Single Recognise - 2021: für die Single Don’t Leave Me Now - 2024: für die Single Head Down - Brasilien - 2023: für die Single Reality - Deutschland - 2023: für die Single Crazy - Frankreich - 2025: für die Single Crazy - 2025: für die Single Rise - Italien - 2019: für die Single Melody - Kanada - 2021: für die Single Reality - Neuseeland - 2021: für die Single Reality - 2024: für das Album Less Is More - Niederlande - 2015: für die Single Are You with Me - 2017: für die Single Beautiful Life - 2021: für die Single Love to Go - Österreich - 2024: für die Single The Feeling - 2024: für die Single Back to You - Polen - 2024: für die Single Back to You - 2024: für die Single The Feeling - 2024: für die Single In My Bones - Schweiz - 2023: für die Single Back to You - 2023: für die Single Rise - 2024: für die Single The Feeling - Südafrika - 2021: für die Single Where Are You Now - Ungarn - 2023: für die Single Back to You - 2024: für die Single The Feeling | - Deutschland - 2017: für die Single Reality - Australien - 2015: für die Single Are You with Me - Belgien - 2019: für die Single Beautiful Life - 2019: für die Single What Is Love 2016 - 2020: für die Single Here with You - 2020: für die Single Sun Is Shining - 2022: für die Single Rise - Dänemark - 2025: für die Single Reality - Deutschland - 2023: für die Single Where Are You Now - Italien - 2018: für die Single Crazy - Kanada - 2019: für die Single Are You with Me - Mexiko - 2021: für die Single Are You with Me - Polen - 2015: für die Single Are You with Me - 2016: für die Single Reality - 2024: für das Album All Stand Together - Spanien - 2024: für die Single Reality - 2024: für die Single Where Are You Now - Ungarn - 2025: für das Album All Stand Together - Belgien - 2019: für die Single Crazy - 2023: für die Single Where Are You Now - Dänemark - 2024: für die Single Where Are You Now - 2024: für die Single Are You with Me - Griechenland - 2024: für die Single Where Are You Now - Italien - 2024: für die Single Where Are You Now - Mexiko - 2021: für die Single Reality - Neuseeland - 2023: für die Single Are You with Me - Norwegen - 2016: für die Single Reality - Schweden - 2016: für die Single Reality - 2022: für die Single Where Are You Now - Spanien - 2024: für die Single Are You with Me - Vereinigtes Königreich - 2023: für die Single Are You with Me - 2025: für die Single Where Are You Now | - Belgien - 2020: für die Single Reality - 2025: für die Single Black Friday (Pretty Like the Sun) - Italien - 2017: für die Single Reality - 2019: für die Single Are You with Me - Neuseeland - 2025: für die Single Where Are You Now - Niederlande - 2016: für die Single Reality - Österreich - 2023: für die Single Where Are You Now - Polen - 2024: für die Single Where Are You Now - Portugal - 2024: für die Single Where Are You Now - Belgien - 2019: für die Single Are You with Me - Kanada - 2023: für die Single Where Are You Now - Norwegen - 2016: für die Single Are You with Me - Schweden - 2015: für die Single Are You with Me - Schweiz - 2024: für die Single Where Are You Now - Australien - 2024: für die Single Where Are You Now - Brasilien - 2023: für die Single Where Are You Now - Deutschland - 2018: für die Single Are You with Me - Frankreich - 2022: für die Single Where Are You Now |

## Auszeichnungen nach Alben

### Less Is More
| Land/Region       | Auszeichnungen für Musikverkäufe (Land/Region, Auszeichnung, Verkäufe) | Verkäufe |
| ----------------- | ---------------------------------------------------------------------- | -------- |
| Dänemark (IFPI)   | Gold                                                                   | 50.000   |
| Frankreich (SNEP) | Gold                                                                   | 50.000   |
| Italien (FIMI)    | Gold                                                                   | 25.000   |
| Neuseeland (RMNZ) | Platin                                                                 | 15.000   |
| Insgesamt         | 3× Gold · 1× Platin ·                                                  | 100.000  |

### All Stand Together
| Land/Region     | Auszeichnungen für Musikverkäufe (Land/Region, Auszeichnung, Verkäufe) | Verkäufe |
| --------------- | ---------------------------------------------------------------------- | -------- |
| Kanada (MC)     | Gold                                                                   | 40.000   |
| Polen (ZPAV)    | 2× Platin                                                              | 40.000   |
| Ungarn (MAHASZ) | 2× Platin                                                              | 8.000    |
| Insgesamt       | 1× Gold · 4× Platin ·                                                  | 88.000   |

## Auszeichnungen nach Singles

### Are You with Me
| Land/Region                  | Auszeichnungen für Musikverkäufe (Land/Region, Auszeichnung, Verkäufe) | Verkäufe  |
| ---------------------------- | ---------------------------------------------------------------------- | --------- |
| Australien (ARIA)            | 2× Platin                                                              | 140.000   |
| Belgien (BRMA)               | 5× Platin                                                              | 100.000   |
| Dänemark (IFPI)              | 3× Platin                                                              | 180.000   |
| Deutschland (BVMI)           | Diamant                                                                | 1.000.000 |
| Frankreich (SNEP)            | —                                                                      | 315.000   |
| Italien (FIMI)               | 4× Platin                                                              | 200.000   |
| Kanada (MC)                  | 2× Platin                                                              | 160.000   |
| Mexiko (AMPROFON)            | 2× Platin                                                              | 120.000   |
| Neuseeland (RMNZ)            | 3× Platin                                                              | 90.000    |
| Niederlande (NVPI)           | Platin                                                                 | 30.000    |
| Norwegen (IFPI)              | 5× Platin                                                              | 200.000   |
| Polen (ZPAV)                 | 2× Platin                                                              | 40.000    |
| Schweden (IFPI)              | 5× Platin                                                              | 200.000   |
| Spanien (Promusicae)         | 3× Platin                                                              | 180.000   |
| Vereinigtes Königreich (BPI) | 3× Platin                                                              | 1.800.000 |
| Insgesamt                    | 40× Platin · 1× Diamant ·                                              | 4.555.000 |

### Reality
| Land/Region                  | Auszeichnungen für Musikverkäufe (Land/Region, Auszeichnung, Verkäufe) | Verkäufe  |
| ---------------------------- | ---------------------------------------------------------------------- | --------- |
| Australien (ARIA)            | Gold                                                                   | 35.000    |
| Belgien (BRMA)               | 4× Platin                                                              | 80.000    |
| Brasilien (PMB)              | Platin                                                                 | 60.000    |
| Dänemark (IFPI)              | 2× Platin                                                              | 180.000   |
| Deutschland (BVMI)           | 3× Gold                                                                | 600.000   |
| Frankreich (SNEP)            | —                                                                      | 64.300    |
| Italien (FIMI)               | 4× Platin                                                              | 200.000   |
| Kanada (MC)                  | Platin                                                                 | 80.000    |
| Mexiko (AMPROFON)            | 3× Platin                                                              | 180.000   |
| Neuseeland (RMNZ)            | Platin                                                                 | 30.000    |
| Niederlande (NVPI)           | 4× Platin                                                              | 120.000   |
| Norwegen (IFPI)              | 3× Platin                                                              | 120.000   |
| Polen (ZPAV)                 | 2× Platin                                                              | 40.000    |
| Schweden (IFPI)              | 3× Platin                                                              | 120.000   |
| Spanien (Promusicae)         | 2× Platin                                                              | 120.000   |
| Vereinigtes Königreich (BPI) | Silber                                                                 | 200.000   |
| Insgesamt                    | 1× Silber · 2× Gold · 31× Platin ·                                     | 2.229.300 |

### Beautiful Life
| Land/Region        | Auszeichnungen für Musikverkäufe (Land/Region, Auszeichnung, Verkäufe) | Verkäufe |
| ------------------ | ---------------------------------------------------------------------- | -------- |
| Belgien (BRMA)     | 2× Platin                                                              | 40.000   |
| Brasilien (PMB)    | Gold                                                                   | 30.000   |
| Deutschland (BVMI) | Gold                                                                   | 200.000  |
| Frankreich (SNEP)  | Gold                                                                   | 100.000  |
| Niederlande (NVPI) | Platin                                                                 | 40.000   |
| Insgesamt          | 3× Gold · 3× Platin ·                                                  | 410.000  |

### What Is Love 2016
| Land/Region        | Auszeichnungen für Musikverkäufe (Land/Region, Auszeichnung, Verkäufe) | Verkäufe |
| ------------------ | ---------------------------------------------------------------------- | -------- |
| Belgien (BRMA)     | 2× Platin                                                              | 40.000   |
| Deutschland (BVMI) | Gold                                                                   | 200.000  |
| Insgesamt          | 1× Gold · 2× Platin ·                                                  | 240.000  |

### All or Nothing
| Land/Region    | Auszeichnungen für Musikverkäufe (Land/Region, Auszeichnung, Verkäufe) | Verkäufe |
| -------------- | ---------------------------------------------------------------------- | -------- |
| Belgien (BRMA) | Platin                                                                 | 20.000   |
| Insgesamt      | 1× Platin ·                                                            | 20.000   |

### Here with You
| Land/Region        | Auszeichnungen für Musikverkäufe (Land/Region, Auszeichnung, Verkäufe) | Verkäufe |
| ------------------ | ---------------------------------------------------------------------- | -------- |
| Belgien (BRMA)     | 2× Platin                                                              | 40.000   |
| Niederlande (NVPI) | Gold                                                                   | 20.000   |
| Insgesamt          | 1× Gold · 2× Platin ·                                                  | 60.000   |

### Crazy
| Land/Region          | Auszeichnungen für Musikverkäufe (Land/Region, Auszeichnung, Verkäufe) | Verkäufe |
| -------------------- | ---------------------------------------------------------------------- | -------- |
| Belgien (BRMA)       | 3× Platin                                                              | 60.000   |
| Deutschland (BVMI)   | Platin                                                                 | 400.000  |
| Frankreich (SNEP)    | Platin                                                                 | 200.000  |
| Italien (FIMI)       | 2× Platin                                                              | 100.000  |
| Kanada (MC)          | Gold                                                                   | 40.000   |
| Niederlande (NVPI)   | Gold                                                                   | 40.000   |
| Spanien (Promusicae) | Gold                                                                   | 30.000   |
| Insgesamt            | 3× Gold · 7× Platin ·                                                  | 870.000  |

### Melody
| Land/Region        | Auszeichnungen für Musikverkäufe (Land/Region, Auszeichnung, Verkäufe) | Verkäufe |
| ------------------ | ---------------------------------------------------------------------- | -------- |
| Belgien (BRMA)     | Platin                                                                 | 20.000   |
| Deutschland (BVMI) | Gold                                                                   | 200.000  |
| Italien (FIMI)     | Platin                                                                 | 50.000   |
| Insgesamt          | 1× Gold · 2× Platin ·                                                  | 270.000  |

### Like I Love You
| Land/Region       | Auszeichnungen für Musikverkäufe (Land/Region, Auszeichnung, Verkäufe) | Verkäufe |
| ----------------- | ---------------------------------------------------------------------- | -------- |
| Belgien (BRMA)    | Platin                                                                 | 20.000   |
| Frankreich (SNEP) | Gold                                                                   | 100.000  |
| Insgesamt         | 1× Gold · 1× Platin ·                                                  | 120.000  |

### Recognise
| Land/Region    | Auszeichnungen für Musikverkäufe (Land/Region, Auszeichnung, Verkäufe) | Verkäufe |
| -------------- | ---------------------------------------------------------------------- | -------- |
| Belgien (BRMA) | Platin                                                                 | 20.000   |
| Insgesamt      | 1× Platin ·                                                            | 20.000   |

### Sun Is Shining
| Land/Region    | Auszeichnungen für Musikverkäufe (Land/Region, Auszeichnung, Verkäufe) | Verkäufe |
| -------------- | ---------------------------------------------------------------------- | -------- |
| Belgien (BRMA) | 2× Platin                                                              | 40.000   |
| Insgesamt      | 2× Platin ·                                                            | 40.000   |

### Love to Go
| Land/Region        | Auszeichnungen für Musikverkäufe (Land/Region, Auszeichnung, Verkäufe) | Verkäufe |
| ------------------ | ---------------------------------------------------------------------- | -------- |
| Belgien (BRMA)     | Platin                                                                 | 20.000   |
| Deutschland (BVMI) | Gold                                                                   | 200.000  |
| Niederlande (NVPI) | Platin                                                                 | 80.000   |
| Insgesamt          | 1× Gold · 2× Platin ·                                                  | 300.000  |

### Don’t Leave Me Now
| Land/Region    | Auszeichnungen für Musikverkäufe (Land/Region, Auszeichnung, Verkäufe) | Verkäufe |
| -------------- | ---------------------------------------------------------------------- | -------- |
| Belgien (BRMA) | Platin                                                                 | 20.000   |
| Insgesamt      | 1× Platin ·                                                            | 20.000   |

### Rise
| Land/Region       | Auszeichnungen für Musikverkäufe (Land/Region, Auszeichnung, Verkäufe) | Verkäufe |
| ----------------- | ---------------------------------------------------------------------- | -------- |
| Belgien (BRMA)    | 2× Platin                                                              | 40.000   |
| Frankreich (SNEP) | Platin                                                                 | 200.000  |
| Italien (FIMI)    | Gold                                                                   | 50.000   |
| Österreich (IFPI) | Gold                                                                   | 15.000   |
| Schweiz (IFPI)    | Platin                                                                 | 20.000   |
| Insgesamt         | 2× Gold · 4× Platin ·                                                  | 325.000  |

### Where Are You Now
| Land/Region                  | Auszeichnungen für Musikverkäufe (Land/Region, Auszeichnung, Verkäufe) | Verkäufe  |
| ---------------------------- | ---------------------------------------------------------------------- | --------- |
| Australien (ARIA)            | 7× Platin                                                              | 490.000   |
| Belgien (BRMA)               | 3× Platin                                                              | 60.000    |
| Brasilien (PMB)              | Diamant                                                                | 160.000   |
| Dänemark (IFPI)              | 3× Platin                                                              | 270.000   |
| Deutschland (BVMI)           | 2× Platin                                                              | 800.000   |
| Frankreich (SNEP)            | Diamant                                                                | 333.333   |
| Griechenland (IFPI)          | 3× Platin                                                              | 60.000    |
| Italien (FIMI)               | 3× Platin                                                              | 300.000   |
| Kanada (MC)                  | 5× Platin                                                              | 400.000   |
| Mexiko (AMPROFON)            | Gold                                                                   | 70.000    |
| Neuseeland (RMNZ)            | 4× Platin                                                              | 120.000   |
| Österreich (IFPI)            | 4× Platin                                                              | 120.000   |
| Polen (ZPAV)                 | 4× Platin                                                              | 200.000   |
| Portugal (AFP)               | 4× Platin                                                              | 40.000    |
| Spanien (Promusicae)         | 2× Platin                                                              | 120.000   |
| Schweden (IFPI)              | 3× Platin                                                              | 240.000   |
| Schweiz (IFPI)               | 5× Platin                                                              | 100.000   |
| Südafrika (RISA)             | Platin                                                                 | 20.000    |
| Vereinigte Staaten (RIAA)    | Gold                                                                   | 500.000   |
| Vereinigtes Königreich (BPI) | 3× Platin                                                              | 1.800.000 |
| Insgesamt                    | 2× Gold · 56× Platin · 2× Diamant ·                                    | 6.203.333 |

### Questions
| Land/Region     | Auszeichnungen für Musikverkäufe (Land/Region, Auszeichnung, Verkäufe) | Verkäufe |
| --------------- | ---------------------------------------------------------------------- | -------- |
| Schweiz (IFPI)  | Gold                                                                   | 10.000   |
| Ungarn (MAHASZ) | Gold                                                                   | 2.000    |
| Insgesamt       | 2× Gold ·                                                              | 12.000   |

### Back to You
| Land/Region        | Auszeichnungen für Musikverkäufe (Land/Region, Auszeichnung, Verkäufe) | Verkäufe |
| ------------------ | ---------------------------------------------------------------------- | -------- |
| Deutschland (BVMI) | Gold                                                                   | 300.000  |
| Frankreich (SNEP)  | Gold                                                                   | 100.000  |
| Österreich (IFPI)  | Platin                                                                 | 30.000   |
| Polen (ZPAV)       | Platin                                                                 | 50.000   |
| Schweiz (IFPI)     | Platin                                                                 | 20.000   |
| Ungarn (MAHASZ)    | Platin                                                                 | 4.000    |
| Insgesamt          | 2× Gold · 4× Platin ·                                                  | 504.000  |

### The Feeling
| Land/Region        | Auszeichnungen für Musikverkäufe (Land/Region, Auszeichnung, Verkäufe) | Verkäufe |
| ------------------ | ---------------------------------------------------------------------- | -------- |
| Deutschland (BVMI) | Gold                                                                   | 300.000  |
| Frankreich (SNEP)  | Gold                                                                   | 100.000  |
| Österreich (IFPI)  | Platin                                                                 | 30.000   |
| Polen (ZPAV)       | Platin                                                                 | 50.000   |
| Schweiz (IFPI)     | Platin                                                                 | 20.000   |
| Ungarn (MAHASZ)    | Platin                                                                 | 4.000    |
| Insgesamt          | 2× Gold · 4× Platin ·                                                  | 504.000  |

### Dive
| Land/Region  | Auszeichnungen für Musikverkäufe (Land/Region, Auszeichnung, Verkäufe) | Verkäufe |
| ------------ | ---------------------------------------------------------------------- | -------- |
| Polen (ZPAV) | Gold                                                                   | 25.000   |
| Insgesamt    | 1× Gold ·                                                              | 25.000   |

### Head Down
| Land/Region     | Auszeichnungen für Musikverkäufe (Land/Region, Auszeichnung, Verkäufe) | Verkäufe |
| --------------- | ---------------------------------------------------------------------- | -------- |
| Belgien (BRMA)  | Platin                                                                 | 20.000   |
| Polen (ZPAV)    | Gold                                                                   | 25.000   |
| Ungarn (MAHASZ) | Gold                                                                   | 2.000    |
| Insgesamt       | 2× Gold · 1× Platin ·                                                  | 47.000   |

### In My Bones
| Land/Region    | Auszeichnungen für Musikverkäufe (Land/Region, Auszeichnung, Verkäufe) | Verkäufe |
| -------------- | ---------------------------------------------------------------------- | -------- |
| Belgien (BRMA) | Gold                                                                   | 10.000   |
| Polen (ZPAV)   | Platin                                                                 | 50.000   |
| Insgesamt      | 1× Gold · 1× Platin ·                                                  | 60.000   |

### Black Friday (Pretty Like the Sun)
| Land/Region                  | Auszeichnungen für Musikverkäufe (Land/Region, Auszeichnung, Verkäufe) | Verkäufe |
| ---------------------------- | ---------------------------------------------------------------------- | -------- |
| Belgien (BRMA)               | 4× Platin                                                              | 80.000   |
| Frankreich (SNEP)            | Gold                                                                   | 100.000  |
| Griechenland (IFPI)          | Gold                                                                   | 10.000   |
| Spanien (Promusicae)         | Gold                                                                   | 30.000   |
| Vereinigtes Königreich (BPI) | Silber                                                                 | 200.000  |
| Insgesamt                    | 1× Silber · 3× Gold · 4× Platin ·                                      | 420.000  |

## Statistik und Quellen
| Land/RegionAuszeichnungen für Musikverkäufe (Land/Region, Auszeichnungen, Verkäufe, Quellen) | Silber     | Gold       | Platin         | Diamant     | Verkäufe  | Quellen              |
| -------------------------------------------------------------------------------------------- | ---------- | ---------- | -------------- | ----------- | --------- | -------------------- |
| Australien (ARIA)                                                                            | —          | Gold1      | 9× Platin9     | —           | 665.000   | aria.com.au          |
| Belgien (BRMA)                                                                               | —          | Gold1      | 36× Platin36   | —           | 730.000   | ultratop.be          |
| Brasilien (PMB)                                                                              | —          | Gold1      | Platin1        | Diamant1    | 250.000   | pro-musicabr.org.br  |
| Dänemark (IFPI)                                                                              | —          | Gold1      | 8× Platin8     | —           | 640.000   | ifpi.dk              |
| Deutschland (BVMI)                                                                           | —          | 7× Gold7   | 4× Platin4     | Diamant1    | 4.200.000 | musikindustrie.de    |
| Frankreich (SNEP)                                                                            | —          | 6× Gold6   | 2× Platin2     | Diamant1    | 1.662.633 | snepmusique.com      |
| Griechenland (IFPI)                                                                          | —          | Gold1      | 3× Platin3     | —           | 70.000    | Einzelnachweise      |
| Italien (FIMI)                                                                               | —          | 2× Gold2   | 14× Platin14   | —           | 925.000   | fimi.it              |
| Kanada (MC)                                                                                  | —          | 2× Gold2   | 8× Platin8     | —           | 720.000   | musiccanada.com      |
| Mexiko (AMPROFON)                                                                            | —          | Gold1      | 5× Platin5     | —           | 370.000   | amprofon.com.mx      |
| Neuseeland (RMNZ)                                                                            | —          | —          | 9× Platin9     | —           | 265.000   | radioscope.co.nz NZ2 |
| Niederlande (NVPI)                                                                           | —          | 2× Gold2   | 7× Platin7     | —           | 290.000   | nvpi.nl              |
| Norwegen (IFPI)                                                                              | —          | —          | 8× Platin8     | —           | 320.000   | ifpi.no              |
| Österreich (IFPI)                                                                            | —          | Gold1      | 6× Platin6     | —           | 195.000   | ifpi.at              |
| Polen (ZPAV)                                                                                 | —          | 2× Gold2   | 13× Platin13   | —           | 520.000   | olis.pl              |
| Portugal (AFP)                                                                               | —          | —          | 4× Platin4     | —           | 40.000    | Einzelnachweise      |
| Schweden (IFPI)                                                                              | —          | —          | 11× Platin11   | —           | 560.000   | sverigetopplistan.se |
| Schweiz (IFPI)                                                                               | —          | Gold1      | 8× Platin8     | —           | 170.000   | hitparade.ch         |
| Spanien (Promusicae)                                                                         | —          | 2× Gold2   | 7× Platin7     | —           | 480.000   | elportaldemusica.es  |
| Südafrika (RISA)                                                                             | —          | —          | Platin1        | —           | 20.000    | Einzelnachweise      |
| Ungarn (MAHASZ)                                                                              | —          | 2× Gold2   | 4× Platin4     | —           | 20.000    | slagerlistak.hu      |
| Vereinigte Staaten (RIAA)                                                                    | —          | Gold1      | —              | —           | 500.000   | riaa.com             |
| Vereinigtes Königreich (BPI)                                                                 | 2× Silber2 | —          | 6× Platin6     | —           | 4.000.000 | bpi.co.uk            |
| Insgesamt                                                                                    | 2× Silber2 | 34× Gold34 | 174× Platin174 | 3× Diamant3 |           |                      |